# MTV影視大獎最佳接吻
MTV影視大獎最佳接吻（英語：MTV Movie & TV Awards for Best Kiss）是MTV影視大獎重要的獎項之一，於1992年開始頒發給年度最佳接吻場面，由接吻两人共同获奖。

## 歷屆得主

### 1990年代
| 年份           | 演員                                     | 提名電影                     |
| -------------- | ---------------------------------------- | ---------------------------- |
| 1992 （第1屆） | 安娜·克倫斯基 & 麥考利·克金              | 寶貝小情人                   |
| 1992 （第1屆） | 安納·貝寧 & 華倫·比提                    | 豪情四海                     |
| 1992 （第1屆） | 勞爾·朱利亞 & 安杰丽卡·休斯顿            | 愛登士家庭                   |
| 1992 （第1屆） | 羅拔·迪尼路 & 茱莉葉·路易絲              | 海角驚魂                     |
| 1992 （第1屆） | 萊斯里·尼爾森 & 普里西拉·普里斯萊        | 白頭神探 - 再顯神威          |
| 1993 （第2屆） | 克利斯汀·史萊特 & 瑪麗莎·托梅            | 不羈的心                     |
| 1993 （第2屆） | 湯·漢斯 & 波林·布萊爾斯福德              | 驕陽歲月                     |
| 1993 （第2屆） | 米高·基頓 & 米雪·菲花                    | 蝙蝠俠再戰風雲               |
| 1993 （第2屆） | 加利·奧文 & 雲露娜·維達                  | 吸血殭屍：驚情四百年         |
| 1993 （第2屆） | 米路·吉遜 & 蕾妮·罗素                    | 轟天炮3                      |
| 1993 （第2屆） | 活地·夏里遜 & 蘿西·培瑞茲                | 男兒當入樽                   |
| 1994 （第3屆） | 狄美·摩亞 & 活地·夏里遜                  | 不道德的交易                 |
| 1994 （第3屆） | 鯨魚威利 & 積臣·占士里·治達              | 人魚的童話                   |
| 1994 （第3屆） | 丹納·卡維 & 金·碧辛嘉                    | 反斗智多星續集                 |
| 1994 （第3屆） | 薇諾娜·瑞德 & 伊芬·鶴健                  | 四個畢業生                   |
| 1994 （第3屆） | 克利斯汀·史萊特 & 帕特里夏·阿奎特        | 浪漫風暴                     |
| 1995 （第4屆） | 占·基利 & 蘿倫·荷莉                      | 阿呆与阿瓜                   |
| 1995 （第4屆） | 茱莉·蝶兒 & 伊芬·鶴健                    | 情留半天                     |
| 1995 （第4屆） | 珊卓·布拉克 & 基努·李維                  | 生死時速                     |
| 1995 （第4屆） | 活地·夏里遜 & 茱莉葉·路易絲              | 天生殺人狂                   |
| 1995 （第4屆） | 潔美·李·寇蒂斯 & 阿諾·史瓦辛格           | 真实的谎言                   |
| 1996 （第5屆） | 娜塔莎·韓絲翠 & 安東尼·吉德拉            | 異種                         |
| 1996 （第5屆） | 占·基利 & 蘇菲·奧克尼多                  | 神探飛機頭2                  |
| 1996 （第5屆） | 莎瑪·希恩 & 安東尼奧·班達拉斯            | 三步殺人曲                   |
| 1996 （第5屆） | 薇諾娜·瑞德 & 德蒙特·莫羅尼              | 編織戀愛夢                   |
| 1996 （第5屆） | 奇洛·李維斯 & 艾坦娜·山齊斯·姬安         | 真愛的風采                   |
| 1997 （第6屆） | 韋·史密夫 & 薇薇卡·福克斯                | 天煞-地球反擊戰              |
| 1997 （第6屆） | 吉娜·格申 & 珍妮佛·提莉                  | 驚世狂花                     |
| 1997 （第6屆） | 姬娜·薛域 & 尊·特拉華達                  | 不一樣的本能                 |
| 1997 （第6屆） | 克萊兒·丹妮絲 & 里安納度·狄卡比奧        | 羅密歐與茱麗葉之後現代激情篇 |
| 1997 （第6屆） | 克莉絲汀·泰勒 & 克里斯多福·丹尼爾·巴恩斯 | 反斗怪家庭续集               |
| 1998 （第7屆） | 阿當·桑迪拿 & 茱·芭莉摩                  | 愛情嚟料                     |
| 1998 （第7屆） | 麥·迪文 & 蜜妮·卓芙                      | 驕陽似我                     |
| 1998 （第7屆） | 琦·溫斯莉 & 里安納度·狄卡比奧            | 鐵達尼號                     |
| 1998 （第7屆） | 湯姆·謝立克 & 卡爾文·克雷恩              | 忽然囉囉攣                   |
| 1998 （第7屆） | 卡門·李維琳 & 裘伊·羅倫·亞當斯           | 愛，上了癮                   |
| 1999 （第8屆） | 桂莉芙·柏德露 & 約瑟夫·費因斯            | 寫我深情                     |
| 1999 （第8屆） | 佐治·古尼 & 珍妮花·露柏絲                | 至激關係                     |
| 1999 （第8屆） | 賓·史迪拿 & 金美倫·戴雅絲                | 情迷索瑪莉                   |
| 1999 （第8屆） | 謝洛美·艾朗斯 & 多明妮克·史旺            | 一樹梨花壓海棠               |
| 1999 （第8屆） | 丹妮絲·理查茲 & 凱文·貝肯 & 麥·狄倫      | 玩盡殺絕                     |

### 2000年代
| 年份            | 演員                                    | 提名電影                    |
| --------------- | --------------------------------------- | --------------------------- |
| 2000 （第9屆）  | 莎拉·蜜雪兒·吉蘭 & 莎瑪·布萊兒          | 诱惑性游戏                  |
| 2000 （第9屆）  | 茱兒·芭莉摩 & 邁克·瓦爾坦               | 一吻定江山                  |
| 2000 （第9屆）  | 姬蒂·荷姆絲 & 巴里·華生                 | 玩死Miss丁                  |
| 2000 （第9屆）  | 希拉莉·絲韻 & 科洛·塞维尼               | 沒哭聲的抉擇                |
| 2001 （第10屆） | 茱莉亞·史黛兒 & 尚·柏德烈·湯馬士        | 舞动激情                    |
| 2001 （第10屆） | 湯·漢斯 & 海倫·亨特                     | 劫後重生                    |
| 2001 （第10屆） | 賓·艾佛力 & 桂莉芙·柏德露               | 自製多情                    |
| 2001 （第10屆） | 安娜·法瑞絲 & 喬·阿布拉漢姆斯           | 搞乜鬼奪命雜作              |
| 2001 （第10屆） | 安東尼·鶴健士 & 茱莉安·摩亞             | 沉默的殺機                  |
| 2002 （第11屆） | 傑森·畢格斯 & 尚·威廉·史葛              | 美國處男2                   |
| 2002 （第11屆） | 妮歌·潔曼 & 伊雲·麥葵格                 | 情陷紅磨坊                  |
| 2002 （第11屆） | 希夫·烈達 & 莎蓮·蘇珊雯                 | 狂野武士                    |
| 2002 （第11屆） | 哥連·費夫 & 雲妮·絲維嘉                 | BJ單身日記                  |
| 2002 （第11屆） | 米雅·柯許納 & 貝弗莉·波辛               | 非常男女                    |
| 2003 （第12屆） | 姬絲汀·登絲 & 杜比·麥奎爾               | 蜘蛛俠                      |
| 2003 （第12屆） | 賓·艾佛力 & 珍妮佛·嘉納                 | 夜魔俠                      |
| 2003 （第12屆） | 尼克·卡农 & 素兒·莎丹娜                 | 鼓浪青春                    |
| 2003 （第12屆） | 阿當·桑迪拿 & 艾蜜莉·華森               | 戀愛雞尾酒                  |
| 2003 （第12屆） | 金美倫·戴雅絲 & 里安納度·狄卡比奧       | 紐約風雲                    |
| 2004 （第13屆） | 奧雲·韋遜 & 卡門·伊萊克特拉 & 艾美·絲蜜 | 孖咇勇探                    |
| 2004 （第13屆） | 占·基利 & 珍妮花·安妮斯頓               | 衰鬼上帝                    |
| 2004 （第13屆） | 安娜·派昆 & 尚恩·艾希摩                 | 變種特攻2                   |
| 2004 （第13屆） | 查理絲·花朗 & 姬絲汀娜·莉芝             | 女魔頭                      |
| 2004 （第13屆） | 奇洛·李維斯 & 蒙妮卡·貝露琪             | 廿二世紀殺人網路2：決戰未來 |
| 2005 （第14屆） | 麗素·麥雅當絲 & 賴恩·高斯寧             | 忘了、忘不了                |
| 2005 （第14屆） | 祖迪·羅 & 桂莉芙·柏德露                 | 轟天戰士決戰明日世紀        |
| 2005 （第14屆） | 艾米里·荷許 & 伊麗莎·庫斯伯特           | 鄰家女優                    |
| 2005 （第14屆） | 妮妲莉·寶雯 & 扎克·布拉夫               | 傷心快樂人                  |
| 2005 （第14屆） | 珍妮佛·嘉納 & 娜塔莎·邁爾茲             | 黑天使 ELEKTRA              |
| 2006 （第15屆） | 希夫·烈達 & 積·佳蘭賀                   | 斷背山                      |
| 2006 （第15屆） | 畢·彼特 & 安祖蓮娜·祖莉                 | 史密夫決戰史密妻            |
| 2006 （第15屆） | 安娜·法瑞絲 & 克里斯·馬奎特             | 前任女友                    |
| 2006 （第15屆） | 泰倫斯·霍華德 & 泰拉姬·P·漢森           | 川流熙攘                    |
| 2006 （第15屆） | 羅莎里奧·道森 & 佳夫·奧雲               | 罪惡城                      |
| 2007 （第16屆） | 韋·費路 & 沙格·畢朗·高漢                | 絕世車王                    |
| 2007 （第16屆） | 祖迪·羅 & 金美倫·戴雅絲                 | 緣份精華遊                  |
| 2007 （第16屆） | 美勤·古特 & 哥倫布斯·索特               | 舞動校園                    |
| 2007 （第16屆） | 麥克·華堡 & 伊丽莎白·班克斯             | 超級欖人王                  |
| 2007 （第16屆） | 馬龍·韋恩斯 & 貝妲妮·丹妮爾             | 我個仔係大佬                |
| 2008 （第17屆） | 拜恩娜·艾維嘉 & 羅伯特·霍夫曼           | 舞出真我2                   |
| 2008 （第17屆） | 愛倫·比芝 & 米高·施拿                   | Juno少女孕記                |
| 2008 （第17屆） | 沙·拉保夫 & 莎拉露瑪                    | 窺兇殺人                    |
| 2008 （第17屆） | 愛美·雅當絲 & 帕特里克·丹普西           | 魔法奇緣                    |
| 2008 （第17屆） | 丹尼爾·域基夫 & 梁佩詩                  | 哈利波特：鳳凰會的密令      |
| 2009 （第18屆） | 姬絲汀·史超域 & 羅拔·柏迪臣             | 暮光之城：無懼的愛          |
| 2009 （第18屆） | 辛·潘 & 占士·法蘭高                     | 夏菲米克的時代              |
| 2009 （第18屆） | 戴夫·帕托 & 芙蕾達·平托                 | 一百萬零一夜                |
| 2009 （第18屆） | 保羅·路德 & 托馬斯·列儂                 | 尋找伴郎                    |
| 2009 （第18屆） | 碩克·艾佛朗 & 凡妮莎·哈金斯             | 歌舞青春3：畢業嘉年華       |
| 2009 （第18屆） | 安祖蓮娜·祖莉 & 占士·麥艾禾             | 殺神特工                    |

### 2010年代
| 年份            | 演員                                        | 提名電影/電視劇              |
| --------------- | ------------------------------------------- | ---------------------------- |
| 2010 （第19屆） | 姬絲汀·史超域 & 羅拔·柏迪臣                 | 吸血新世紀2：新月傳奇        |
| 2010 （第19屆） | 珊迪娜·布洛 & 萊恩·雷諾斯                   | 求婚的惡魔                   |
| 2010 （第19屆） | 森·禾霍頓 & 素兒·莎丹娜                     | 阿凡達                       |
| 2010 （第19屆） | 姬絲汀·史超域 & 達科塔·芬妮                 | 粉红天后                     |
| 2010 （第19屆） | 泰勒·洛特 & 泰勒·斯威夫特                   | 緣滿情人節                   |
| 2011 （第20屆） | 姬絲汀·史超域 & 羅拔·柏迪臣                 | 吸血新世紀3：月蝕傳奇        |
| 2011 （第20屆） | 愛倫·比芝 & 祖瑟夫·哥頓-利域                | 潛行凶間                     |
| 2011 （第20屆） | 妮妲莉·寶雯 & 米娜·古妮丝                   | 黑天鵝                       |
| 2011 （第20屆） | 艾瑪·沃特森 & 丹尼爾·域基夫                 | 哈利波特：死神的聖物Ⅰ        |
| 2011 （第20屆） | 姬絲汀·史超域 & 泰勒·洛特                   | 吸血新世紀3：月蝕傳奇        |
| 2012 （第21屆） | 姬絲汀·史超域 & 羅拔·柏迪臣                 | 吸血新世紀4：破曉傳奇 (上集) |
| 2012 （第21屆） | 卓寧·泰坦 & 麗素·麥雅當絲                   | 愛·重來                      |
| 2012 （第21屆） | 珍妮花·羅倫絲 & 祖舒·夏捷臣                 | 飢餓遊戲                     |
| 2012 （第21屆） | 愛瑪·史東 & 賴恩·高斯寧                     | 滾搞了愛情                   |
| 2012 （第21屆） | 艾瑪·沃特森 & 魯伯特·葛林                   | 哈利波特：死神的聖物Ⅱ        |
| 2013 （第22屆） | 珍妮花·羅倫絲 & 畢列·谷巴                   | 失戀自作業                   |
| 2013 （第22屆） | 占美·霍士 & 凯莉·華盛頓                     | 黑殺令                       |
| 2013 （第22屆） | 麥克·華堡 & 米娜·古妮絲                     | 賤熊30                       |
| 2013 （第22屆） | 艾瑪·沃特森 & 盧根·利文                     | 少年自讀日記                 |
| 2013 （第22屆） | 卡拉·海沃德 & 傑瑞德·吉爾曼                 | 小學雞私奔記                 |
| 2014 （第23屆） | 珍妮花·安妮斯頓 & 艾瑪·羅勃茲 & 威爾·普爾特 | 名瞞戇族                     |
| 2014 （第23屆） | 莎蓮·活莉 & 麥爾斯·泰勒                     | 戀夏進行式                   |
| 2014 （第23屆） | 愛美·雅當絲 & 珍妮花·羅倫絲                 | 騙海豪情                     |
| 2014 （第23屆） | 占士·法蘭高 & 艾希莉·班森 & 凡妮莎·哈金斯   | 狂野青春                     |
| 2014 （第23屆） | 施嘉莉·祖安遜 & 祖瑟夫·哥頓-利域            | 性人君子                     |
| 2015 （第24屆)  | 莎蓮·活莉 & 安塞爾·埃爾格特                 | 生命中的美好缺憾             |
| 2015 （第24屆)  | 愛瑪·史東 & 安德魯·嘉菲                     | 蜘蛛俠2：決戰電魔            |
| 2015 （第24屆)  | 蘿絲·拜恩 & 豪斯頓·塞奇                     | 賤鄰50                       |
| 2015 （第24屆)  | 占士·法蘭高 & 薛夫·洛根                     | 刺殺金正恩                   |
| 2015 （第24屆)  | 基斯·伊雲斯 & 施嘉莉·祖安遜                 | 美國隊長2                    |
| 2016 （第25屆)  | 亞當·迪凡 & 瑞贝尔·威尔森                   | 完美音调2                    |
| 2016 （第25屆)  | 艾米·舒默 & 比爾·哈德                       | 生活殘骸                     |
| 2016 （第25屆)  | 占美·杜倫 & 達珂塔·強生                     | 格雷的五十道陰影             |
| 2016 （第25屆)  | 韋·史密夫 & 瑪格·羅比                       | 千騙萬化                     |
| 2016 （第25屆)  | 萊恩·雷諾斯 & 莫蓮娜·芭卡琳                 | 死侍：不死現身               |
| 2016 （第25屆)  | 萊絲里·曼恩 & 克里斯·海姆斯沃斯             | 全家玩到趴                   |
| 2017 （第26屆)  | 艾許頓·桑德斯 & 賈雷爾·傑羅姆               | 月亮喜歡藍                   |
| 2017 （第26屆)  | 碩克·艾佛朗 & 安娜·姬妲妮                   | 婚禮玩很大                   |
| 2017 （第26屆)  | 泰拉姬·P·漢森 & 泰倫斯·霍華德               | 嘻哈帝國                     |
| 2017 （第26屆)  | 愛瑪·史東 & 賴恩·高斯寧                     | 星聲夢裡人                   |
| 2017 （第26屆)  | 艾瑪·沃特森 & 丹·史蒂文斯                   | 美女與野獸                   |
| 2018 （第27屆） | 尼克·羅賓森 & 凱南·羅斯戴爾                 | 親愛的初戀                   |
| 2018 （第27屆） | 吉娜·羅德里奎 & 賈斯汀·巴爾多尼             | 處女情緣                     |
| 2018 （第27屆） | 奥利维亚·库克 & 泰·謝里丹                   | 一級玩家                     |
| 2018 （第27屆） | K·J·阿帕 & 卡蜜拉·曼德斯                    | 河谷鎮                       |
| 2018 （第27屆） | 芬恩·伍法德 & 米莉·芭比·布朗                | 怪奇物語                     |
| 2019 （第28屆） | 諾亞·森迪尼奧 & 拉娜·康多                   | 愛的過去進行式               |
| 2019 （第28屆） | 傑森·摩莫亞 & 安柏·赫德                     | 水行俠                       |
| 2019 （第28屆） | 查爾斯·梅爾頓 & 卡蜜拉·曼德絲               | 河谷鎮                       |
| 2019 （第28屆） | 舒提·加特瓦 & 康納·斯溫德爾                 | 性愛自修室                   |
| 2019 （第28屆） | 湯姆·哈迪 & 蜜雪兒·威廉絲                   | 猛毒                         |

### 2020年代
| 年份            | 演員                              | 提名電影/電視劇      |
| --------------- | --------------------------------- | -------------------- |
| 2021 （第29屆） | 切斯·史多克斯 & 馬德林·克萊因     | 外灘探秘             |
| 2021 （第29屆） | 茱蒂·康默 & 吳珊卓                | 追殺夏娃             |
| 2021 （第29屆） | 莉莉·柯林斯 & 盧卡斯·巴禾         | 艾蜜莉在巴黎         |
| 2021 （第29屆） | 麥崔伊·拉曼克莉希南 & 賈倫·萊維森 | 好想做一次           |
| 2021 （第29屆） | 雷吉-讓·佩吉 & 菲比·迪尼弗        | 柏捷頓家族：名門韻事 |
| 2022 （第30屆） | 人蛇吻戲                          | 無厘取鬧4            |
| 2022 （第30屆） | 杭特·薛佛 & 多米尼克·菲克         | 高校十八禁           |
| 2022 （第30屆） | 莉莉·柯林斯 & 盧西安·拉維斯考特   | 艾蜜莉在巴黎         |
| 2022 （第30屆） | 羅伯·派汀森 & 柔伊·克拉維茲       | 蝙蝠俠               |
| 2022 （第30屆） | 湯姆·霍蘭德 & 千黛亞              | 蜘蛛人：無家日       |
| 2023 （第31屆） | 魯迪·潘考 & 麥蒂森·貝利           | 外灘探秘             |
| 2023 （第31屆） | 安娜·托芙 & 菲利浦·普拉約         | 最後生還者           |
| 2023 （第31屆） | 哈利·史泰爾斯 & 大衛·道森         | 我的警察先生         |
| 2023 （第31屆） | 芮莉·克亞芙 & 山姆·克萊弗林       | 黛西瓊斯與六人組     |
| 2023 （第31屆） | 席琳娜·戈梅茲 & 卡拉·迪樂芬妮     | 破案三人行           |